# Burg Friesack
Die Burg Friesack war eine mittelalterliche Niederungsburg, genauer eine Sumpfburg, in der Stadt Friesack im Landkreis Havelland in Brandenburg. Der Burgstall der Anlage ist sowohl als Baudenkmal, als auch als Bodendenkmal (Denkmalnummer 50695) in der Denkmalliste des Landes Brandenburg ausgewiesen.

## Lage
Aus dem havelländischen Luch und dem Rhinluch erhoben sich fünf Plateaus, die vor allem im Frühjahr Inseln glichen. Es handelte sich um den Glin, das Ländchen Bellin, den Nusswinkel, das Ländchen Rhinow und das Ländchen Friesack. Mit anderthalb Quadratmeilen war das Ländchen Friesack, nach dem Glin, die zweitgrößte Insel.

## Geschichte
Die Burg soll als slawischer Burgwall schon existiert haben, als Albrecht der Bär 1150 die Kerngebiete der späteren Mark Brandenburg im Rahmen eines Erbfalls in Besitz nahm. Albrecht ließ nun von friesischen und holländischen Deich- und Wasserbauern einen Damm durch die Sümpfe der Rhin- und havelländischen Luche bauen. Den Anfang der Verkehrsstraße bildete das Ländchen Friesack, welches mit dem Ländchen Bellin und später dann mit dem Land Ruppin verbunden wurde. Die Burg am Anfang der Verkehrsstraße wurde zu einer mächtigen Wasserburg aus Stein ausgebaut, wobei das damals wilde Wasser des Rhins durch Kanalisation um drei Seiten der Burg herum gezwungen wurde. Sie war eine der acht Landesfestungen. Die erste urkundliche Erwähnung als „Vrisac“ datiert auf den 28. Dezember 1216, als der Brandenburger Bischof Siegfried II. bei seiner Amtsübernahme dem Brandenburger Domkapitel seine Archidiakonatsrechte bestätigte.
Eine mögliche Variante zur Entstehung des Namens Friesack basiert auf der Annahme, dass aufgrund der friesischen Erbauer die niederdeutsche Bezeichnung für Wasser (ack) mit der Bezeichnung „Friesen“ verbunden wurde. Aber es gibt auch noch andere einleuchtende Erklärungen.
Die Burg wurde den Edlen von Friesack zum Lehen gegeben. Diese Familie „von Friesack“ starb gegen Ende des 13. Jahrhunderts aus, so dass der Besitz wieder der askanischen Landesherrschaft zufiel. Aber auch das askanische Haus erlosch 1320. In einer Urkunde von 1318 wurde die Burganlage als castro bezeichnet.
Der nun regierende Markgraf Ludwig der Ältere schuldete den Bredows, einer seit 1250 in der Nauener Gegend lebenden Familie, nach heutigem Geldwert ungefähr 300.000 EUR. Diese Schuld tilgte er 1335, indem er die Bredows mit Burg, Städtchen und Ländchen Friesack sowie mit dem Zootzen (einem ausgedehnten, höher gelegenen fruchtbaren Flurstück nördlich Friesack) belehnte. 1399 eroberte Markgraf Jobst von Mähren die Burg, da die Bredows für den Erzbischof von Magdeburg, einen Gegner des Kurfürsten, Partei ergriffen hatten. 1409 erwarb Dietrich von Quitzow die Burg, wodurch der Ort größere Bedeutung erlangte. Allerdings keine rühmliche, denn die Gebrüder Dietrich von Quitzow auf Friesack und Johann (Hans) von Quitzow auf der Plaue, mit einer aus der Cremmener Linie stammenden Bredow verheiratet, lagen in ewigen Fehden gegen die benachbarten Städte und Dörfer. Bis Berlin gingen die Beutezüge.
Um dem Raubrittertum in der Mark ein Ende zu setzen, wurde der Burggraf Friedrich VI. von Hohenzollern aus Nürnberg als Landeshauptmann eingesetzt. Im Februar 1414 eroberte er die Burg Friesack. Dabei kam eine große Kanone (Donnerbüchse) zum Einsatz, die 150 Kilogramm schwere Steine verschoss. Aufgrund ihres großen Gewichts und des Umstandes, dass sie nur drei Schuss an einem Tag abgeben konnte, nannte man sie „Faule Grete“. Als Belohnung für die Niederwerfung der Raubritter in der Gegend wurde Friedrich mit der Mark Brandenburg belehnt und somit als Friedrich I. der erste Hohenzoller dieser Mark. Ernst von Wildenbruch verarbeitete diese Handlung 1888 zu dem Schauspiel „Die Quitzows“.

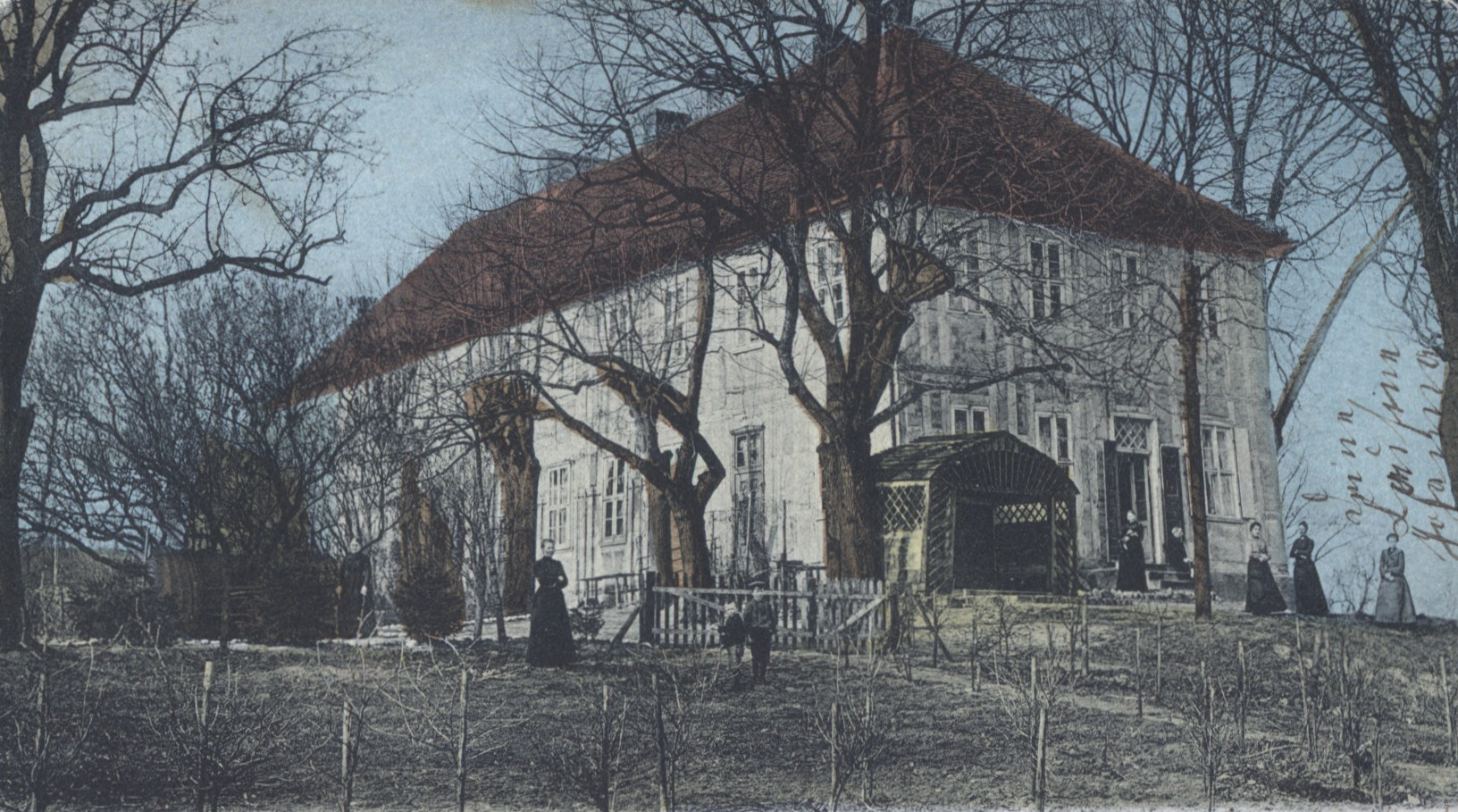
Herrenhaus Friesack I (um 1900)

Nach der Quitzow-Zeit gingen die Burg, die Stadt und das Ländchen wieder in den Besitz der Familie von Bredow über, die es schließlich für geratener hielt, zum Markgrafen zu halten. Gegen Ende des 15. Jahrhunderts wohnten zwölf selbständige Familienmitglieder der Bredows dort. Durch die vielen Erbteilungen entstanden dabei immer kompliziertere Verhältnisse. Die Bredows bewohnten das Burggelände bis zur Mitte des 19. Jahrhunderts. Bis 1808 war Friesack dabei der Grundherrschaft unterworfen. Die Burg ist im Laufe der Zeit mehrfach abgebrannt und wieder aufgebaut worden. Anstelle der Burg errichteten die Bredows dann Herrenhäuser, genannt Friesack I und Friesack II. Innerhalb der Familie von Bredow bildete sich eine eigene Familienlinie Friesack heraus, ein Vertreter war Karl Graf Bredow-Friesack (1822–1893), zwei Jahre Domherr zu Brandenburg und Kurator der Ritterakademie Brandenburg. Er war zweimal verheiratet, zuerst mit Caroline Gräfin Bredow-Klessen, dann mit Bertha von Bredow-Stechow. Letzte Besitzerin war die Gutsfrau Marguerite von Stechow, geborene Gräfin von Bredow-Friesack (1896–1980), Tochter des Hauptmann a. D. Karl Graf Bredow (1850–1919) auf Friesack, Vietznitz I und Friesacker Zootzen und der Martha von Kathen, jüngste Tochter der Elisabeth Gorissen und des Gutsherrn Wilhelm von Kathen-Götemitz. Ihr Besitztum umfasste vor 1930 gesamt 1312 ha, davon waren 30 ha Wald. Als Verwalter agierte Administrator Noack. Administratoren waren zumeist von den Bankinstituten für Land- und Forstwirtschaft, den Ritterschaftsbanken, vorgegeben, wenn eine höhere Kreditbelastung vorlag. Marguerite war verheiratet mit dem Gutsbesitzer Oberstleutnant a. D. Thilo-Carl von Stechow-Kotzen (1878–1957), der in einigen genealogischen Werken ebenfalls als Besitzer von Burg Friesack dokumentiert ist. Anfang der 1920er Jahre wohnten die Familie und ihre drei Kinder auf dem Stechow-Gut Kotzen. 1942 lebte die Witwe hauptsächlich in Berlin. Die Familie von Stechow wohnte nach der Enteignung 1945 in Lüneburg.
Beide genannten Friesacker Gutshäuser, teils aus Fachwerk bestehend, wurden zu DDR-Zeiten entweder abgerissen oder durch Feuer zerstört.

### Trivia
Aufgrund der starken Verbreitung der Bredows entstand die im Artikel Friesack einleitend genannte Anekdote, welche je nach Bedarf noch weiter ausgebaut wurde.

### Genealogie der Besitzer
- Geschichte des Geschlechts v. Bredow. Fortsetzung 1875–1966. Hrsg.: Freiherren u. Herren v. Bredow, Fortsetzung der dreibändigen Familiengeschichte von Friedrich Wilhelm v. Bredow-Liepe u. George Adalbert von Mülverstedt. Fotodruck Präzis Spangenberg, Tübingen 1967, S. 3; S. 15 ff. DNB
- Hans Friedrich von Ehrenkrook, Friedrich Wilhelm Euler, Jürgen von Flotow, Walter von Hueck: Genealogisches Handbuch der Gräflichen Häuser. A (Uradel), Band III, Band 18 der Gesamtreihe GHdA, C. A. Starke, Glücksburg/Ostsee 1958, S. 86–87. ISSN 0435-2408
- Gothaisches Genealogisches Taschenbuch der Gräflichen Häuser 1942, A (Uradel), Jg. 115. Zugleich Adelsmatrikel der Deutschen Adelsgenossenschaft, Justus Perthes, Gotha 1941, S. 114 f.